# إعادة التأهيل والتدريب على المشي
وهو فن تعليم كيفية المشي. يكون إما للطفل، وإما بعد مقاومة لإصابة بليغة سببت الإعاقة. تعد مشي الإنسان الطبيعي عملية معقدة، ويحدث نتيجة حركات متناسقة من الجسم البشري، تتطلب تشغيل معظم الجهاز العصبي بأفضل هيكلية (الدماغ والحبل الشوكي).
يُذكر أن أي مرض وظيفي يشمل الدماغ، أو الحبل الشوكي، أو الأعصاب المحيطية، خارج منهم عضلات مغذية قد يسبب خللًا في عملية المشي، وقد تسببها مشكلات العضلات وحدها. عملية إعادة تعلّم المشي تتطلب إدخال المريض إلى مراكز مختصي إعادة التأهيل والعلاج الطبي الذي يضم المعالجيين الفيزيائيين مع العلاج الوظيفي التابع للشخص الواحد ومختصين آخرين. السبب الأكثر شيوعًا لضعف هيكلية المشي هي إصابة إحدى الساقين أو كلتيهما. التدرب على المشي ليس ببساطة إعادة تعليم المريض كيفية المشي مجددًا، إذ يشمل تقييم فوري لدورة المشي، ومنها تشخيص الإعاقة، واختراع خطة من شأنها تشخيص المشكلة، وتعليم المريض كيفية السير من أسطح مختلفة. تُستخدم غالبًا أجهزة مساعدة وحوامل حديدية (لمرضى الكسور) لتدريب المشي، خاصة لمن خاض مؤخرًا عملية جراحية أو تعرض لإصابة في ساقيه، وكذلك للذين يعانون من مشكلات في التوازن والشدّة العضلية.
تدريب المشي يكون مفيدًا للمراجعين مع الحالات أدناه:
- البتر وبعد تشكيل الطرف الاصطناعي.
- سوفان المفاصل.
- تحّطُم العضلات الهيكلية.
- الشلل الدماغي.[2]
- السكتة الدماغية.
- شلل الأطفال.
- إصابة الحبل الشوكي.
- مرض باركنسون.[2]
- التهاب الدماغ.[2]
- إصابات الحبل الشوكي والدماغ.
- بعد إجراء عملية جراحية.
- الإصابات الرياضية.

رغم أن جهاز الركض المتحرك والأجهزة المساعدة في النادي قد تساعد على تحسين عملية المشي، فإن الهدف المرجو بعيد المدى هو الحد من اعتماد الشخص على هذه الأجهزة من أجل أن يمشي أكثر في واجبات حياته اليومية.

## دورة المشي
وتُعرّف بأنها حركات متدرجة تحدث قبل أن تعود الساق الواحدة إلى موقعها الأصلي خلال المشي أو السير،مثال ذلك: دورة المشي الكاملة هي الوقت التي تأخذها القدم لمغادرة الأرضية لحين مغادرة القدم نفسها من الأرضية مرة أخرى. يُعد فهم دورة المشي الطبيعية وكيفية تطورها مهمًا جدًا لتعيين مقدار المساعدة الوقتية اللازمة للشخص لإعادة تأهيله طبيعيًا، وتعتمد فترة استغراق دورة المشي على عوامل عدة، أهمها: العمر، والسطح الذي يمشون عليه، وسرعة المشي.
تُدرّس دورة المشي على مرحلتين هما مرحلتي التأرجح والوقوف، وتُقسم كلتا هاتين المرحلتين حسب مكان تمركز القدم خلال الحالتين.
يبدأ تصحيح المشي متضمنًا الاضطرابات السيرية بتحليل صحيح للمشي: (فيديوهات راصدة، وتخطيط لكهربائية العضلة، وتقنيات الصفائح الكهربائية الذي بدوره ينجح قليل منهم  بتقييم عامل التغير في المشيّة). الطريقة الأرخص تتكون من دمج كل من طُرق المراقبة مع فيديو تحليل المشية، وعلى جودة تحليل يمكن أن تحصل مع دمج لناقلات القوة من مصدر صفائح الطاقة ومعلومات حركة المفصل مدموجة من طريق حساسات كهربائية العضلة. بنحو أساسي، يُجرى التحليل الحركي والحركي المجرد لأجل المشي، يشمل الأول طاقات مولدة لبداية عملية السير، ويشمل الأخير وصفًا للمحتويات المرئية، مثل زاوية المفصل والمساحة المُغطية. يتكّون المشي من سلسلة حركات متكررة للجسم بأكمله خلال عملية التنقل، وتُدرّس على أساس أن كل دورة للمشي تُعيد نفسها، التي هي سليمة إذا ما أخذنا بالحسبان الأناس الأصحاء، المرحلتين الأساسيتين هما التنقل أو التأرجح والوقوف. يعتمد تعيين المرحلة حسب كون القدم حُرة للحركة أو باتصال مع الأرض خلال مرحلة التمشي المدروسة.

## الوقوف
تبدأ مرحلة الوقوف مع أول اتصال للقدم مع الأرض (اتصال أولي)، ويحمل هذا الطرف وزن الجسم. تُشكّل هذه المرحلة 60% من الدورة كلها، وتستغرق نحو نصف الثانية لتكتمل خلال سرعة المشي الاعتيادية. تشمل مرحلة الوقوف أربع فترات، وهي كالآتي: (استجابة الحمل، ومنتصف الوقوف، والوقوف النهائي، وقبيل التحرك).تحدث فترة استجابة الحمل عندما تحمل القدم الواحدة وزن الشخص، بينما القدم الأخرى تستعد للنهوض من الأرض.في فترة منتصف الوقوف، يكون الجسم مُسندًا بالكامل بساق واحدة، والساق الأخرى لم تعد مع اتصال أرضي. لا يزال الجسم في الوقوف النهائي مُسندًا من طريق ساق واحدة، ولكن يستعد كعب هذه القدم لمغادرة الأرض ولا يزال مركز الجاذبية في مقدمة القدم متصلًا مع الأرض.في النهاية، عند خطوة قبيل التحرك يستعد إصبع القدم الساكنة للتحرك، ويتحول الوزن هنا عند القدم التي كانت مؤخرًا في وضع الحركة.

## التحرك أو التأرجج
تبدأ هذه المرحلة عندما لا تعود القدم على اتصال بالأرض، وتشكل نحو 40% من الدورة.  تتلخص المرحلة بثلاث فترات، وهي: التحرك الأولي، والتحرك الوسطي، والتحرك النهائي. تكون القدم خلال فترة التحرك الأولي مرفوعة عن الأرض. وبعدها تكون أسفل الساق مستقيمة وعمودية على الأرض هنا يكمن التحرك الوسطي. تكون النهاية عند فترة التحرك النهائي، وهنا تعود القدم لتتصل بالأرض مجددًا، وتعاد الدورة من جديد عند بداية الاتصال الأولي لمرحلة الوقوف.